# Аджай Девган
Вишал Виру Девган (на английски: Vishal Veeru Devgan, хинди: अजय देवगन) по-известен като Аджай Девган е индийски кино-актьор, режисьор и продуцент.

## Биография
Вишал е роден на 2 април 1969 г. в семейство на каскодьор и режисьор Веру Девган и филмови продуцент Вина. Аджай е участвал във филмовата индустрия в много ранна възраст. Той постоянно се придружава баща си на снимачната площадка на филма, който определя бъдещето му.
На снимачната площадка на филма „Семейството и закона“ (1995) Аджай срещна с актриса Каджол. През 1999 г. той се оженил за нея.
През 20 април 2003 ражда тяхната дъщеря Ниса, а през 13 септември 2010 се ражда техният син Юг.
Той е заснет в България, по време на снимките „Shivaay“, той реши да се рекламира за индийските туристи.

## Филмография
| Година | Филм                        | Роля               |
| ------ | --------------------------- | ------------------ |
| 1991   | „Тръни и рози“              | Аджай              |
| 1992   | „Cмел сърцето“              | Радж „Раджу“ Верма |
| 1993   | „Несломимия дух“            | Прашант Варма      |
| 1995   | „Незаконен“                 | Джай Бакши         |
| 1995   | „Семейството и закона“      | Дева               |
| 1997   | „Страст“                    | Джай Рай           |
| 1999   | „Завинаги твоя“             | Ванрадж            |
| 2002   | „Легендата на Бхагат Синх“  | Бхагат Синх        |
| 2003   | „LOC Kargil“                | Маной Панди        |
| 2010   | „Имало едно време в Мумбай“ | Султан Мирза       |
| 2014   | „Тъмен кон“                 | Вишал / Джай (Адж) |
| 2015   | „Измамен образ“             |                    |
| 2016   | „Шивай“                     | Шивай              |
| 2017   | „Baadshaho“                 | Бхавани Синх       |